# Tony Sun
Tony Sun Xie Ji (chino: 孙 协 志, chino simplificado: 孙 协 志, pinyin: Sun Xie Zhi, Taipéi, 20 de febrero de 1978) es un cantante, actor y presentador de televisión taiwanés, actualmente miembro de la banda musical 5566. Habla con fluidez el chino mandarín, el dialecto taiwanés de Minnan y japonés.

## Biografía
Antes de ingresar a 5566 en el año 2002, Tony Sun ha realizado filas en los años 90 mediante la publicación de una serie de álbumes en solitario, cuyas canciones fueron cantadas en el dialecto Minnan. Sun también ha desaparecido de la escena musical para hacer frente a los militares, pero fue capaz de volver al mundo del espectáculo, porque siempre se mantuvo bajo la misma sociedad de su gestión, el Jungiery.

## Series de televisión
| Año  | Título                                             | Personaje                                     |
| 2009 | 魔女18 號 / Mo Nu 18 Hao                           | Guest Appearance: 江口一郎                    |
| 2008 | 真情滿天下 / Love In The Vineyard                  | Guan Ming Jie / 関明傑                        |
| 2007 | 愛情，兩好三壞 / Love is Full Count                | Meng Xue / 孟學                               |
| 2006 | 魔劍生死棋 / The Sword And The Chess of Death      | Ren Qian Xing / 任千行)                       |
| 2006 | 食神 / God Of Cookery                              | (Guest Appearance: as Jiu / 九)               |
| 2005 | 大熊醫師家 / Home Of Dr. Big Bear                  | (Guest Appearance: as Qiao Xiao Zhi / 喬小志) |
| 2005 | 格鬥天王 / Mr Fighting                             | Duan Yu Qiao / 段宇橋                         |
| 2004 | 愛上千金美眉 / In Love With A Rich Girl            | (Guest Appearance)                            |
| 2004 | 紫禁之巅 / Top on the Forbidden City               | (Guest Appearance)                            |
| 2003 | 西街少年 / Westside Story                          | You Ya Yu / 游亞魚                            |
| 2002 | 麻辣鮮師 / Taiwanese GTO                           | (Guest Appearance)                            |
| 2002 | MVP情人 / My MVP Valentine                         | Liu Hua / 劉樺 / Tai Zi / 太子                |
| 2001 | 隔壁親家 / Parents of the married couple next door |                                               |
| 2001 | 鳥來伯與十三姨 /                                   |                                               |

- Datos: Q710528
- Multimedia: Tony Sun / Q710528